# فالنتين وليامز
فالنتين وليامز (بالإنجليزية: Valentine Williams)‏ (و. 1883 – 1946 م) هو صحفي، وكاتب سيناريو من المملكة المتحدة، والمملكة المتحدة لبريطانيا العظمى وأيرلندا، ولد في لندن، توفي في نيويورك، عن عمر يناهز 63 عاماً.

## الخدمة العسكرية
خدم في الجيش البريطاني.

## جوائز
حصل على جوائز منها:

الصليب العسكري

## وصلات خارجية
- فالنتين وليامز على موقع IMDb (الإنجليزية)
- فالنتين وليامز على موقع أول موفي (الإنجليزية)
- فالنتين وليامز على موقع قاعدة بيانات برودواي على الإنترنت (الإنجليزية)
- فالنتين وليامز على موقع قاعدة بيانات الأفلام السويدية (السويدية)